# Wi-Fi Direct
Wi-Fi Direct (oder auch Wi-Fi P2P) ist ein Standard zur Datenübermittlung zwischen zwei WLAN-Endgeräten ohne zentralen Wireless Access Point. Wi-Fi Direct basiert auf der internationalen Norm IEEE 802.11 (ISO/IEC 8802-11), die die Eigenschaften eines drahtlosen Netzwerkes beschreibt. Wi-Fi-Direct-fähige Geräte werden von der Wi-Fi Alliance zertifiziert; dadurch wird sichergestellt, dass die Interoperabilität zumindest zwischen Wi-Fi-zertifizierten Geräten gewährleistet ist.

## Hintergrund
Produkte, die als Wi-Fi-Direct-fähig in den Handel kommen wollen, müssen von der Wi-Fi Alliance zertifiziert werden. Das Konsortium besteht seit 1999 und möchte die Interoperabilität der Geräte, die unter der Norm IEEE 802.11 zugelassen werden, sicherstellen. Getestet wird anhand eigener Richtlinien. Geräte, die den Test bestehen, werden mit dem Logo „Wi-Fi Certified“ ausgezeichnet.

### Technische Funktionsweise
Das Besondere an Wi-Fi-Direct-fähigen Geräten ist, dass sie auf direktem Wege miteinander kommunizieren können. Statt über Kabel werden die Daten zum Beispiel von einem Computer zu einem Smartphone oder von einer Digitalkamera zu einem Drucker in den ISM-Bändern um 2,4 GHz oder 5,8 GHz übertragen. Im Unterschied zu einem herkömmlichen WLAN sind für die Datenübertragung weder ein Access Point noch ein Hot Spot notwendig – die Wi-Fi-fähigen Geräte selbst fungieren als Basisstation.
Für diese Funktionalität sind Wi-Fi-Direct-fähige Geräte mit einem „Software-Access-Point“ ausgestattet. Über diesen können weitere WLAN- oder Wi-Fi-fähige Geräte in der Nähe erkannt werden. Über verschiedene Protokolle – Universal Plug and Play (UPnP), Devices Profile for Web Services (DPWS) und Apples Software Bonjour – identifizieren Wi-Fi-Direct-fähige Endgeräte ad hoc andere Geräte, die mit ihnen kommunizieren können. Diese brauchen nicht unbedingt ebenfalls den Wi-Fi Direct zu unterstützen; es genügt, wenn diese Geräte WLAN-fähig und mit dem Standard 802.11 kompatibel sind.
Über Wi-Fi Direct können sich sowohl zwei Geräte zusammenschließen als auch ganze Gruppen von Geräten. Die Installation eines Wi-Fi-Netzwerkes soll für den Anwender einfach gehalten werden und erfolgt über das Wi-Fi Protected Setup (WPS).
Das Wi-Fi-Protected-Setup kann auf unterschiedliche Arten erfolgen:
- PIN: Eingabe einer PIN am Access Point.
- Push-Button: Der Anwender muss einen – realen oder virtuellen – Taster sowohl am Access Point als auch am Wi-Fi-fähigen Endgerät betätigen.
- NFC: Bei dieser Methode ist es ausreichend, das neue Wi-Fi-fähige Gerät in die Nähe des Access Points zu bringen.
- USB: Daten für die Netzwerkeinrichtung zwischen neuem Endgerät und Access Point werden über USB übertragen.

### Funktionsweise aus Benutzersicht
In der Spezifikation Wi-Fi Direct ist nur die technische Funktionalität herstellerübergreifend und standardisiert, also die drei Aufgaben Geräte einander finden, authentifizieren und Daten übertragen – aber die Spezifikation enthält keine Vorgaben für ein einheitliches User-Interface. Die Folge ist, dass, auch wenn Geräte hardwaretechnisch den Standard Wi-Fi Direkt erfüllen, sie sich dennoch nicht gegenseitig verbinden können, weil aus verschiedensten Gründen die Benutzeroberfläche vom Programm oder Betriebssystem nur bestimmte Geräte zur Verbindungsauswahl anzeigt.

### Anwendungsgebiete
So gut wie jedes digitale Endgerät kann als Wi-Fi-Direct-fähiger Access Point fungieren. Zugenommen hat die Bedeutung des Standards 802.11 mit der Verbreitung von Smartphones. Die Datenübertragung vom Smartphone zum Computer und umgekehrt erfolgt über Wi-Fi Direct unkompliziert und kabellos. Genauso ist es möglich, Daten vom Computer über Wi-Fi Direct an einen Drucker im Netzwerk zu senden oder von einer Digitalkamera zu einem Drucker oder einem digitalen Bilderrahmen.

## Wi-Fi-Direct-Generationen
Mittlerweile existieren unterschiedliche Wi-Fi-Direct-Generationen. Alle sind gemäß der Norm 802.11 zugelassen und werden mit einem Buchstaben weiter identifiziert. Die seit September 2010 aktuelle Generation trägt den Namen 802.11g. Sie ist abwärtskompatibel zu den älteren Generationen, sofern diese auf derselben Frequenz funken. Ein Gerät, das gemäß der Norm 802.11g zugelassen ist, kann daher auch mit einem Gerät der Generation 802.11b kommunizieren.
Die erweiterten Normen zeichnen sich dabei entweder durch verbesserte Übertragungsraten aus oder führen erweiterte Sicherheits- und Interoperabilitäts-Standards ein. Der bis heute am meisten verwendete Standard ist 802.11b, der auf einer Frequenz von 2,4 GHz auf drei Funkkanälen sendet. Von Bedeutung für den Endbenutzer sind die Normen 802.11a, 802.11b, 802.11g und 802.11n. Die weiteren Normen bringen für Endbenutzer keine relevanten Neuerungen, definieren den Wi-Fi-Standard allerdings genauer aus.

## Bandbreiten und Reichweite
Im Freien soll es so möglich sein, ohne weitere Antenne und ohne Verstärker bis zu 500 Meter zu überbrücken, in Innenräumen immerhin noch bis zu 90 Meter – Wände und Decken schwächen allerdings auch das Wi-Fi-Signal ab.
Die Datenrate ist abhängig von der räumlichen Entfernung der jeweiligen Geräte: Je größer die Entfernung zwischen den Wi-Fi-Direct-fähigen Geräten, desto geringer wird die Bandbreite, mit der eine Datenübertragung möglich ist. Die Reichweite von Geräten mit Wi-Fi-Standard 802.11g beträgt bei einer Bandbreite von 54 Mbps (Megabits pro Sekunde max. Brutto-Datenrate) rund 10 Meter in Innenräumen, bei einer Bandbreite von 6 Mbps allerdings schon 70 Meter.

## Sicherheit
Datensicherheit ist bei Funkübertragung ein sensibles Thema. Seit 2003 zertifiziert die Wi-Fi Alliance die Verschlüsselungsmethode Wi-Fi Protected Access (WPA), um die Sicherheit des Wi-Fi-Netzwerkes zu erhöhen. Dieser Standard löste das bis dato gebräuchliche, aber als unsicher geltende WEP ab. Bei den meisten Geräten sind zum Zeitpunkt der Auslieferung lediglich die werkseigenen Sicherheitsmaßnahmen aktiv. Bei Inbetriebnahme des Geräts, spätestens bei Konfiguration eines Wi-Fi-Netzwerks, sollte das Gerät möglichst einen neuen Nutzernamen, auf jeden Fall aber ein neues Passwort bekommen.